# ヨウ化ルテニウム(III)
ヨウ化ルテニウム(III)(Lutetium(III) iodide)は、ヨウ素とルテニウムからなる無機化合物であり、化学式はLuI3である。

## 合成
ヨウ化ルテニウム(III)は、ルテニウムとヨウ素の反応により得られる。
2 Lu + 3 I2 → LuI3
また、金属ルテニウムを500℃の真空中で、ヨウ化水銀(II)と反応させても得られる。
2 Lu + 3 HgI2 → 2 LuI3 + 3 Hg
この反応では水銀元素が生成し、蒸留によって除去される。
溶液から結晶化したヨウ化ルテニウム(III)水和物をヨウ化アンモニウムと加熱することで、無水物が得られる。

## 性質
非常に吸湿性の高い茶色の固体であり、ヨウ化ビスマス(III)型の結晶構造を持つ。空気中では、急速に湿気を吸って水和物となる。対応する酸化ヨウ化物も高温中で容易に生成する。
セシウムをドープしたヨウ化ルテニウム(III)は、ポジトロン断層法に用いられる。ヨウ化イットリウム(III)、ヨウ化ガドリニウム(III)とともに、中性子及びガンマ線を検出するLuI3-YI3-GdI3シンチレータに用いられる。